# Descurainia artemisioides
Descurainia artemisioides är en korsblommig växtart som beskrevs av Eric R.Svensson Sventenius. Descurainia artemisioides ingår i släktet stillfrön, och familjen korsblommiga växter. Inga underarter finns listade i Catalogue of Life.

## Bildgalleri

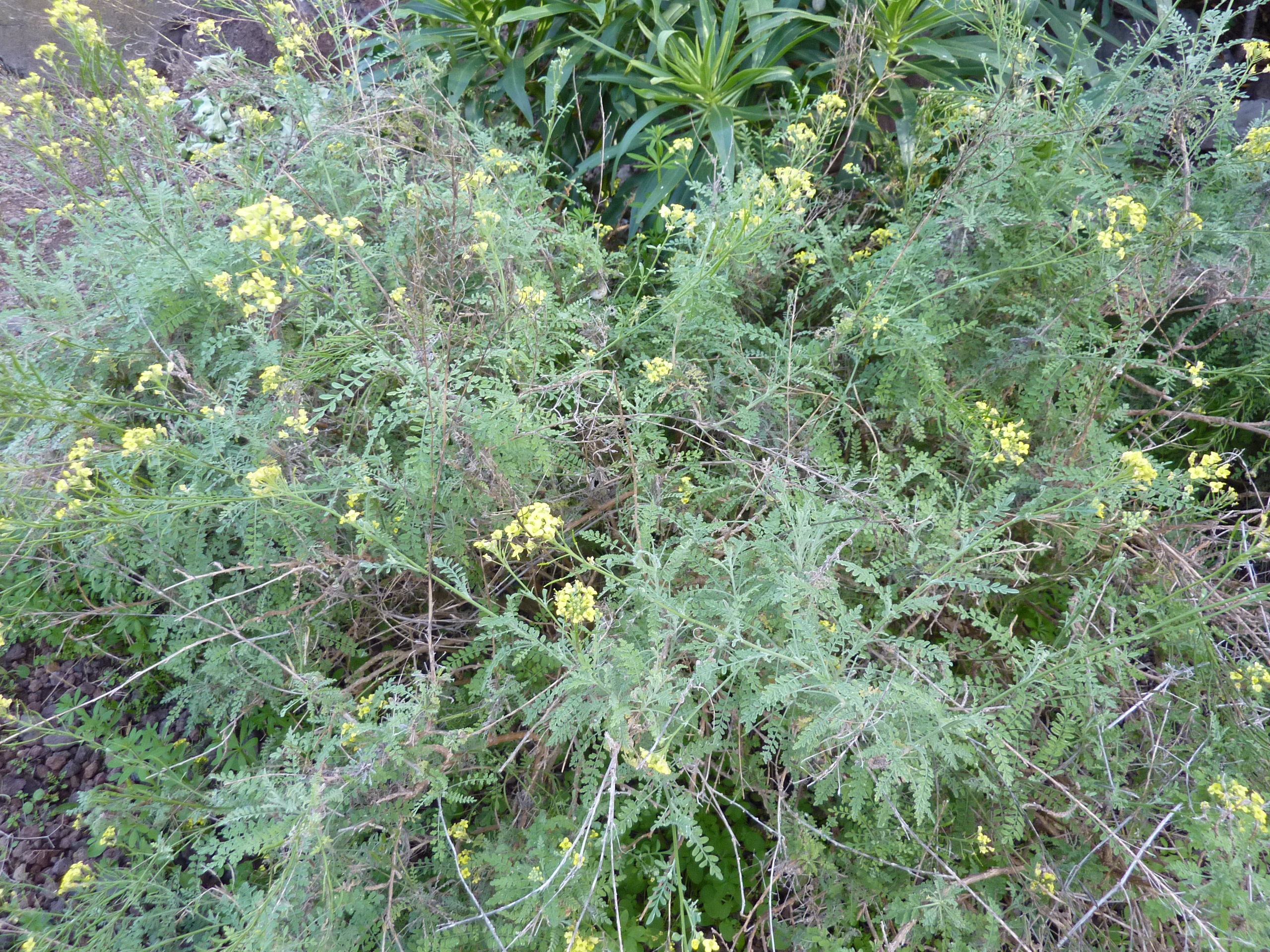